# Sara Stockbridge
Sara Jane Stockbridge, född 14 november 1965 i Woking, Surrey är en brittisk fotomodell och skådespelerska.

## Rollista i urval
- 1992 – Hämndens ögonblick
- 1992 – Kom igen Columbus
- 1992 – Red Dwarf (TV-serie)
- 1992–1993 – The Comic Strip (TV-serie)
- 1994 – En vampyrs bekännelse
- 1995 – Glam Metal Detectives (TV-serie) (även manus)
- 1995 – Go Now
- 2001 – Bridget Jones dagbok
- 2002 – Spider
- 2009 – Enter the Void